# Eduard Herrmann
Pour les articles homonymes, voir Herrmann.
Eduard Herrmann, né le 1er décembre 1836 à Schönefeld (province de Prusse) et mort le 3 mars 1916 à Frauenburg (province de Prusse-Orientale), est un prélat catholique et un homme politique allemand, membre du parti Zentrum. Il siège à la Chambre des représentants de Prusse de 1894 à 1903 et au Reichstag de l'Empire allemand de 1898 à 1903.

## Biographie
Herrmann est scolarisé aux lycées de Hohenstein et de Braunsberg, ainsi qu'au lycée Hosianum de Braunsberg. Il devient chapelain à Stuhm en 1859 et à Königsberg en 1861, avant d'être nommé curé à Insterbourg en 1864. Il tient une autre cure à Bischofsburg de 1869 à 1898. Plus tard, il devient également chanoine de la cathédrale de Frauenburg. En 1901, Herrmann est nommé évêque auxiliaire de Warmie et évêque titulaire de Cybistra (de). Il est consacré le 24 novembre de la même année par l'évêque de Warmie Andreas Thiel (de) en présence des évêques co-consécrateurs Augustinus Rosentreter (de) et Edward Likowski (en).
Hermann est membre de la Chambre des représentants de Prusse de 1894 à 1903. De plus, il représente la 9e circonscription du district de Königsberg (de) au Reichstag de l'Empire allemand de 1898 à 1903 pour le parti Zentrum.